# Darra, Queensland
Darra là một vùng ngoại ô của thành phố Brisbane nằm cách khu thương mại trung tâm thành phố Brisbane khoảng 14 km (8,7 dặm) về phía tây nam.
Các kế hoạch tổng thể bao gồm việc tái phát triển thêm khu công nghiệp, nơi sẽ cung cấp một lượng vốn vào cộng đồng và nâng cấp hơn nữa cơ sở hạ tầng địa phương và các cơ sở cộng đồng. Hội đồng thành phố Brisbane đã tích cực trong việc làm trẻ hóa các đường phố của vùng ngoại ô Darra cũng như các cơ sở giải trí và công viên lân cận.